# Konståret 1872

## Händelser

### Februari
- 20 februari - Metropolitan Museum of Art öppnar i New York.

## Verk

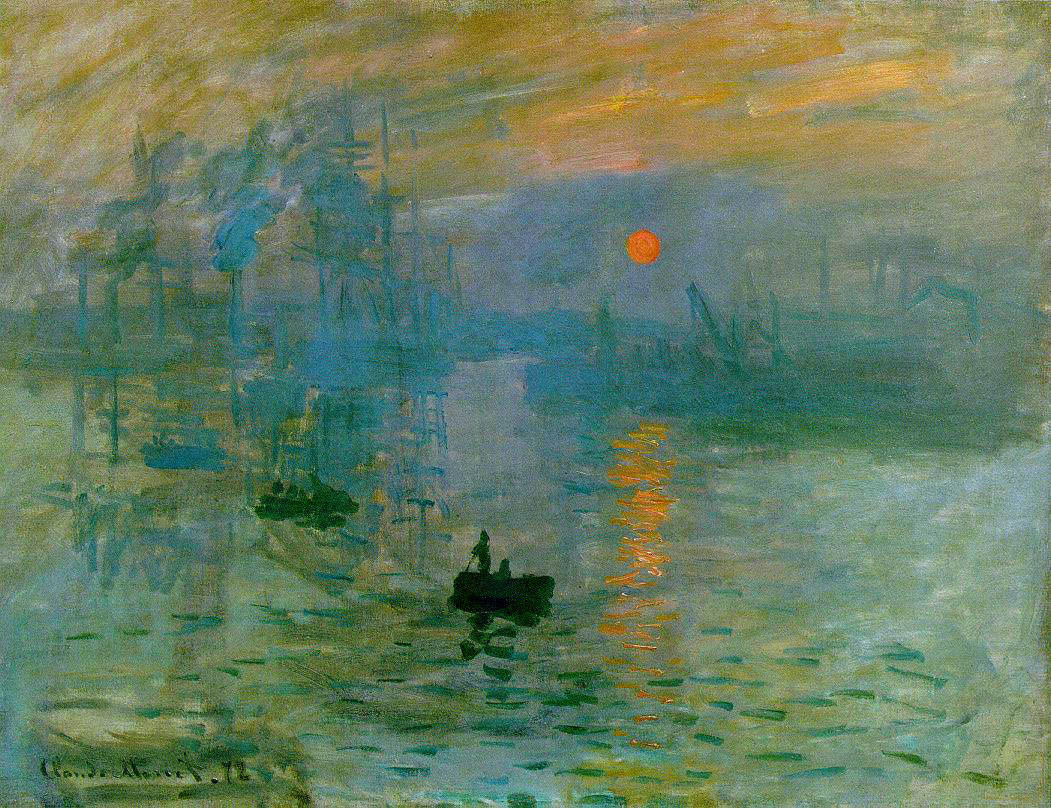
Claude Monets Impression. Soluppgång färdigställdes 1872.

### Målningar
- Frank Duveneck - The Whistling Boy (Cincinnati Art Museum).
- John Gast - American Progress.
- Jean-Léon Gérôme - Pollice Verso.
- Édouard Manet - Berthe Morisot au bouquet de violettes (privat samling).
- Édouard Manet - Le chemin de fer (National Gallery of Art, Washington, DC).
- Claude Monet - Impression, soleil levant - daterad 1872 men troligtvis skapad 1873.
- Berthe Morisot - Le berceau (Musée d'Orsay, Paris).
- Vasilij Perov - Porträtt av Fjodor Dostojevskij.
- Georg von Rosen – Julmarknad
- Alfred Sisley - Bridge at Villeneuve-la-Garonne.
- Wilhelm Trübner - Auf dem Kanapee (Nationalgalerie, Berlin).

### Skulpturer
- Caspar Buberl - Fulton Memorial, New York.

## Födda
- 25 februari – Alice Bailly (död 1938), schweizisk målare och multimediakonstnär.
- 7 mars – Piet Mondrian (död 1944), nederländsk konstnär.
- 13 april – Nils Nilsson Skum (död 1951), svensk samisk konstnär.
- 17 maj – Olga Nyblom (död 1955), svensk målare, tecknare och textilkonstnär.
- 5 augusti – Björn Ahlgrensson (död 1918), svensk konstnär (målare).
- 7 augusti – Ella Hägg-Bolin (död 1954), svensk konstnär (målare).
- 21 augusti – Aubrey Beardsley (död 1898), brittisk tecknare, grafiker och illustratör.
- 15 september – Thure Lennart Nyblom (död 1947), svensk målare, etsare och tecknare.
- 14 november – Olle Hjortzberg (död 1959), svensk målare och grafiker.
- 12 december – Heinrich Vogeler (död 1942), tysk konstnär och arkitekt.
- okänt datum – Harald Sörensen-Ringi (död 1912), svensk konstnär (skulptör).

## Avlidna
- 2 april - Samuel F. B. Morse (född 1791), amerikansk målare.
- 24 maj - Julius Schnorr von Carolsfeld (född 1794), tysk målare.
- 8 augusti - Eduard Magnus (född 1799), tysk målare.
- 5 november - Thomas Sully (född 1783), amerikansk porträttmålare
- 23 december - George Catlin (född 1796), amerikansk konstnär.